# Miguel Comminges
Miguel Comminges est un ancien footballeur français né le 16 mars 1982 aux Abymes (Guadeloupe).
Il fait partie de la sélection guadeloupéenne qui a participé aux Gold Cup 2007, 2009 et 2011.

## Carrière en club
- 2002-2003 :  Amiens SC
- 2003-2007 :  Stade de Reims
- 2007-2008 :  Swindon Town
- 2008-déc. 2010 :  Cardiff City
  - nov. 2010-déc. 2010 :  Carlisle Carlisle United (prêt)
- janv.-juin 2011- :  Southend United
- 2011 :  Rapids du Colorado
- 2012-2013 :  Southend United

### Amiens SC
Arrivé jeune à Amiens qui le repère en 1997 lors de la Coupe nationale des 14 ans, il y poursuit ses études au lycée Louis-Thuillier dans le cadre d'une section sport études et est incorporé à l'équipe de CFA2. Il convainc rapidement son entraîneur et est utilisé comme défenseur latéral en équipe première, malgré un statut amateur, tant en Ligue 2 qu'en Coupe de la Ligue. Cette saison 2002-2003, il est titularisé 11 fois en championnat pour 14 apparitions sur le terrain.

### Stade de Reims
Comminges quitte Amiens pour le Stade de Reims à l'été 2003, pour jouer les premiers rôles en National et également parce qu'Amiens ne lui a jamais proposé de contrat professionnel. Il reste quatre saisons à Reims. À la fin de sa première saison, le club monte en Ligue 2.

### Swindon Town
Il signe un contrat d'un an au club anglais de Swindon Town à l'été 2007 après avoir été repréré la saison précédente par le manager du club Paul Sturrock. Après 47 matchs au club toutes compétitions confondues, il est élu par les supporters meilleur joueur de Swindon Town. À la fin de la saison, il annonce qu'il quitte Swindon pour signer pour la formation galloise de Cardiff City, alors qu'aucune négociation n'est entamée.

### Cardiff City
La signature à Cardiff n'intervient que le 1er juillet 2008 et Comminges commence la saison sur le banc. Il doit attendre le 12 août pour faire ses débuts sous les couleurs des Bluebirds lors d'un match de Carling Cup à l'issue duquel Cardiff s'impose 2-1 contre Bournemouth. Quatre jours plus tard, il joue son premier match de ligue contre les Doncaster Rovers. Il occupe même jusqu'à octobre une place de titulaire à la suite des blessures conjointes de Tony Capaldi et de Mark Kennedy. À l'issue de cette saison, il aura joué 33 matchs.
Pourtant, la saison suivante ne se présente pas sous les mêmes auspices. Soumis à une vive concurrence et handicapé par une blessure, Comminges est peu utilisé, n'apparaissant qu'une seule fois en ligue. La presse fait état d'un possible retour à Swindon Town, mais, le 12 février 2010, le manager des rouges et blancs, Danny Wilson, fait taire les rumeurs dans une interview au Swindon Advertiser. Le 26 mai 2010, alors que son contrat à Cardiff expirait, Comminges signe une prolongation de six mois.

### Carlisle United
Le 25 novembre 2010, alors que Comminges est en manque de temps de jeu, n'ayant joué aucun match avec l'équipe première depuis le début de la saison, il est prêté jusqu'au 31 décembre suivant à l'équipe de Carlisle United qui évolue en division 3 anglaise.
Dans le mois qui suit, il n'est aligné qu'une fois, lors d'un match de FA Cup contre Tamworth. Son passage à Carlisle est considéré comme un échec. La presse parle alors de « flop ».

### Southend United
De retour de son prêt à Carlisle, Comminges est transféré gratuitement à Southend United jusqu'à la fin de la saison 2010-2011. Mais après deux matches, il connaît une baisse de forme qui le pousse vers l'équipe réserve de début janvier à fin février. 

## Carrière internationale
Miguel Comminges a joué 15 matchs avec la Guadeloupe, notamment lors de la Gold Cup 2007 mais aussi lors de la Gold Cup 2009.

## Statistiques
| Saison      | Club            | Pays            | Championnat | Coupes nationales | Coupes continentales |
| ----------- | --------------- | --------------- | ----------- | ----------------- | -------------------- |
| 2002 - 2003 | Amiens SC       | Ligue 2         | 12 matchs   | ?                 | -                    |
| 2003 - 2004 | Stade de Reims  | National        | 29 matchs   | ?                 | -                    |
| 2004 - 2005 | Stade de Reims  | Ligue 2         | 21 matchs   | ?                 | -                    |
| 2005 - 2006 | Stade de Reims  | Ligue 2         | 11 matchs   | ?                 | -                    |
| 2006 - 2007 | Stade de Reims  | Ligue 2         | 13 matchs   | ?                 | -                    |
| 2007 - 2008 | Swindon Town    | League One (D3) | 40 matchs   | 7 matchs          | -                    |
| 2008 - 2009 | Cardiff City    | Championship    | 30 matchs   | 3 matchs          | -                    |
| 2009 - 2010 | Cardiff City    | Championship    | 1 match     | 1 match           | -                    |
| 2010 - 2011 | Cardiff City    | Championship    | -           | -                 | -                    |
| 2010 - 2011 | Carlisle United | League One      | -           | 1 match           | -                    |
| 2010 - 2011 | Southend United | League Two      | 7 matchs    | -                 | -                    |

Dernière mise à jour le 18 novembre 2011